# Leander Czerny
Pour les articles homonymes, voir Czerny.
L’abbé Leander (Franz) Czerny est un entomologiste autrichien, né le 4 octobre 1859 à Modřice et mort le 22 novembre 1944 à Pettenbach.
Il fait ses études à Brno, qu’il interrompt après la mort de son père. Afin de faire vivre sa mère, il travaille alors dans une fabrique de tissage. Il passe néanmoins son baccalauréat et fait son service militaire à Vienne. Son séjour dans la capitale, lui permet d’étudier l’histoire naturelle. Il décide alors d’entrer dans les ordres. Il fait ses études théologiques et devient prêtre en 1886. Il s’intéresse à l’étude des langues et séjourne en France en 1890 pour y perfectionner sa maîtrise de la langue française. Il commence à enseigner le français et l’anglais à partir de 1893.